# 熱帶纖柱魚
熱帶纖柱魚（学名：Stemonosudis distans）為輻鰭魚綱仙女魚目帆蜥魚亞目魣蜥魚科的一種，分布於中西太平洋海域，深度約160公尺，體長可達2.3公分，棲息在表中層水域，生活習性不明。